# 暗譜
暗譜（あんぷ）は、音楽の演奏において、楽譜を用いず演奏することを指す。

## 批判
『聴衆に演奏を直接伝える条件となるので、演奏家には避けられない』とする者もいるが、これはピアニストによく見られる傾向である、ということには留意が必要である。同じ鍵盤楽器でもチェンバロのように、常に楽譜を見て演奏することを求められる楽器も存在するし、室内楽、オーケストラなどの合奏となると、暗譜の例を探す方が難しい。弦楽器や管楽器では独奏の演奏会でも楽譜を見て演奏するケースも多い。それらの楽器の独奏は、実際にはピアノとの二重奏であるから、という理由がある。
暗譜を是としない演奏者からは、楽譜を見ることで音楽を伝えられなくなる、という方が、真摯な演奏や、確実なソルフェージュではない、という批判も存在する。

## 暗譜の方法
- 基本的には楽譜表記を覚えることにあるが、単純に丸暗記という手段では暗譜能力の向上は望めない。楽譜を理解する能力、つまりソルフェージュ能力が必要であり、ソルフェージュ能力に長ける者はそれだけ暗譜スピードも速い。つまり耳を使う（聴力ではない）ことが第一である。そのため、目で見て覚えられるということは少ない。
- 「音符」「歌詞」「強弱記号」「演奏記号」「速度」などの記載事項は元より、伴奏がある場合や他の者が居たりする場合は、打点・バランス・タイミングなどを覚えることも暗譜能力の一つとされる。
- ほとんどの演奏者は、暗記という手段は軽い段階に留め、楽曲全体面での理解を深めながら暗譜を進めることが多い。楽器演奏の際は音を押さえるポジションなどで覚えることもある。しかしどの分野においても、結果的にソルフェージュ能力が出来不出来を左右することには変わりが無い。

## 主に用いられる例
コンクール
音楽コンクールにおいて、演奏上に関する指定の中に「暗譜で演奏」という項目が多々見られる。ただし、ソロに適用される場合がほとんどであり、アンサンブルや大編成の演奏では適用されないことが多い。演奏者の曲に対する理解力の深さ、演奏技術の正確さを計る上での狙いである。
教育分野
ソルフェージュ能力を養う一環で行われる。これは暗譜することが単に目で記憶するということでなく、ソルフェージュ能力が曲に対する理解力に伴うからである。

## 暗譜に関する逸話
- 過去のクラシック音楽の分野においては、楽譜を見ながら演奏することは決して恥ずかしいことではなく、むしろ通常の行為として行われてきた。この流れが変わったのはクララ・シューマンに暗譜の習慣があったためで、広まった理由の大半は「かっこいいから」。しかし、そのころの暗譜演奏に対する評価は賛否両論であった。暗譜演奏が現在の様な意味合いを持ったのは、もう少し後の時代である。なお、クララ・シューマンが暗譜をはじめたのは、楽譜はおろか鍵盤すら見ずに演奏をしていたフランツ・リストの影響と言われている。
- 「吹奏楽コンクール」などの演奏団体でも全員が暗譜で演奏する風景が見られるようになった。見た目のかっこよさや演奏曲に対する理解度を深める、またそれを審査員へアピールするという両面で効果的であるからと推測される。
- 指揮者の暗譜というのはあまり多くない。これは全体の演奏を管理する上でどうしても楽譜（スコア）が必要であり、忘れてしまうと演奏が止まってしまう、という最大のリスクが伴うからと推測される。
- アルトゥーロ・トスカニーニは暗譜で指揮し、トスカニーニに私淑したヘルベルト・フォン・カラヤンもそれにならったが、トスカニーニが暗譜で指揮したそもそもの理由は「強度の近視で譜面台に置いた楽譜が読めないから」であった（トスカニーニが引退を決意した演奏会では、途中で暗譜していた楽譜を忘れてしまい、演奏が混乱するというハプニングが発生している）。
- 合唱の分野では低学年でも暗譜で演奏することが多い。これは歌詞があることで楽譜を暗記する手助けとなっているからである。
- クラシック音楽以外の分野では主に暗譜が基本である。